# Andrea Catsimatidis
Andrea Catsimatidis (nacida el 17 de abril de 1990) es una política estadounidense que se desempeña como presidenta del Partido Republicano de Manhattan desde 2017. Originaria de Nueva York y socialité,es hija de John Catsimatidis.

## Familia y educación
Catsimatidis es hija de John Catsimatidis y su segunda esposa, Margo Vondersaar, con quien se casó en octubre de 1988. Tiene un hermano menor, John Catsimatidis Jr.Estudió negocios en la Universidad de Nueva York, donde presidió a los College Republicans. Se graduó con una licenciatura en Administración de Empresas y dos especializaciones menores en Ciencia Política y Comunicaciones.

## Carrera
Catsimatidis es ejecutiva del Red Apple Group y es socia principal de Red Apple Real Estate, vicepresidenta de First Federal Guarantee Insurance Company y directora general de los supermercados Gristedes. Su padre es el propietario de las tres empresas.

## Política
Fue elegida presidenta del Partido Republicano de Manhattan en 2017, cargo que ocupa desde entonces.En enero de 2019, apareció en CNN para hablar sobre el cierre del gobierno.En marzo de 2019, Jon Levine del New York Post la describió como una "estrella en ascenso del Partido Republicano".Tras la derrota de Donald Trump frente a Joe Biden en las elecciones presidenciales de 2020, Catsimatidis hizo afirmaciones no fundamentadas sobre un supuesto fraude electoral. En noviembre de 2020, preguntó: "¿Está Joe Biden planeando un golpe de Estado al intentar crear su propio gobierno paralelo?" En febrero de 2021, tuiteó que “las corporaciones ayudaron a amañar la elección”.Poco después de que una turba de simpatizantes de Trump asaltara el Capitolio, Catsimatidis promovió afirmaciones desacreditadas de que activistas de antifa estaban entre los atacantes; sin embargo, recalcó que su intención era asegurar que se consideraran todas las pruebas para que los responsables fueran llevados ante la justicia.

## Vida personal
En 2011, Catsimatidis se casó con Christopher Nixon Cox, nieto de Richard Nixon, en la Catedral Ortodoxa Griega de la Santa Trinidad, "ante una iglesia repleta de familiares y figuras influyentes del ámbito político", entre ellos Hillary Clinton, Henry Kissinger, Rudolph Giuliani, Charles Schumer, Ray Kelly y Robert M. Morgenthau.Se realizó una elaborada recepción de gala con etiqueta para 700 invitados en el Waldorf-Astoria.Su padre declaró que gastó “más de un millón de dólares” en la boda.
Ella y Cox se divorciaron en 2014.